# チョコレートボール
チョコレートボール（ホクラードボルまたはショクラードボッラル（スウェーデン語: chokladbollar, 英語: chocolate ball）またはオートミールボール（デンマーク語: havregrynskugle, 英語: oatmeal ball）は、焼かずに作る菓子の一種。
デンマークやスウェーデンにおいては一般的である。

## 作り方
オートミール、砂糖、ココアパウダー、 バニラシュガー、バターを混ぜ合わせて固まりにしたもので、場合によっては少量のコーヒーを混ぜることもある。よりクリーミーかつソフトにするため、生クリームを生地に混ぜる場合もある。生地をゴルフボールよりもやや小さな大きさに手で丸め、細切れのココナッツやスプリンクルを振りかける。作ってすぐに食べることもできるが、通常は冷蔵庫で冷やしてから食べられる。シンプルなレシピで焼く手間がないため、誰にでもすぐに作ることができ、手作り菓子の中でも人気が高い。

## 歴史
チョコレートボールは、第二次世界大戦中、配給のために小麦粉の供給が制限され、その代用品が求められたことから考案された可能性が高いとされている。1943年、デンマークで当時日刊で発行されていた「ナショナルタイデント」は、主婦向けに「危機の時の工夫（デンマーク語: Opfindsomhed i en krisetid）」という小さな冊子を発行したが、そこにチョコレートボール（デンマーク語: havregrynskugle）のレシピが掲載されている。また、スウェーデンの新聞「スヴェンスカ・ダーグブラーデット」は、1918年にコンディトライ向けの広告として「ニガーボール（スウェーデン語: negerbollar）」の名前で広告を掲載している。詳細は不明だが、「チョコレート・ココ（英語: chocolate-coco）」と表現されており、1.5キログラム (3.3 lb)入りで300箱単位で販売されていた。

## スウェーデンにおける名称

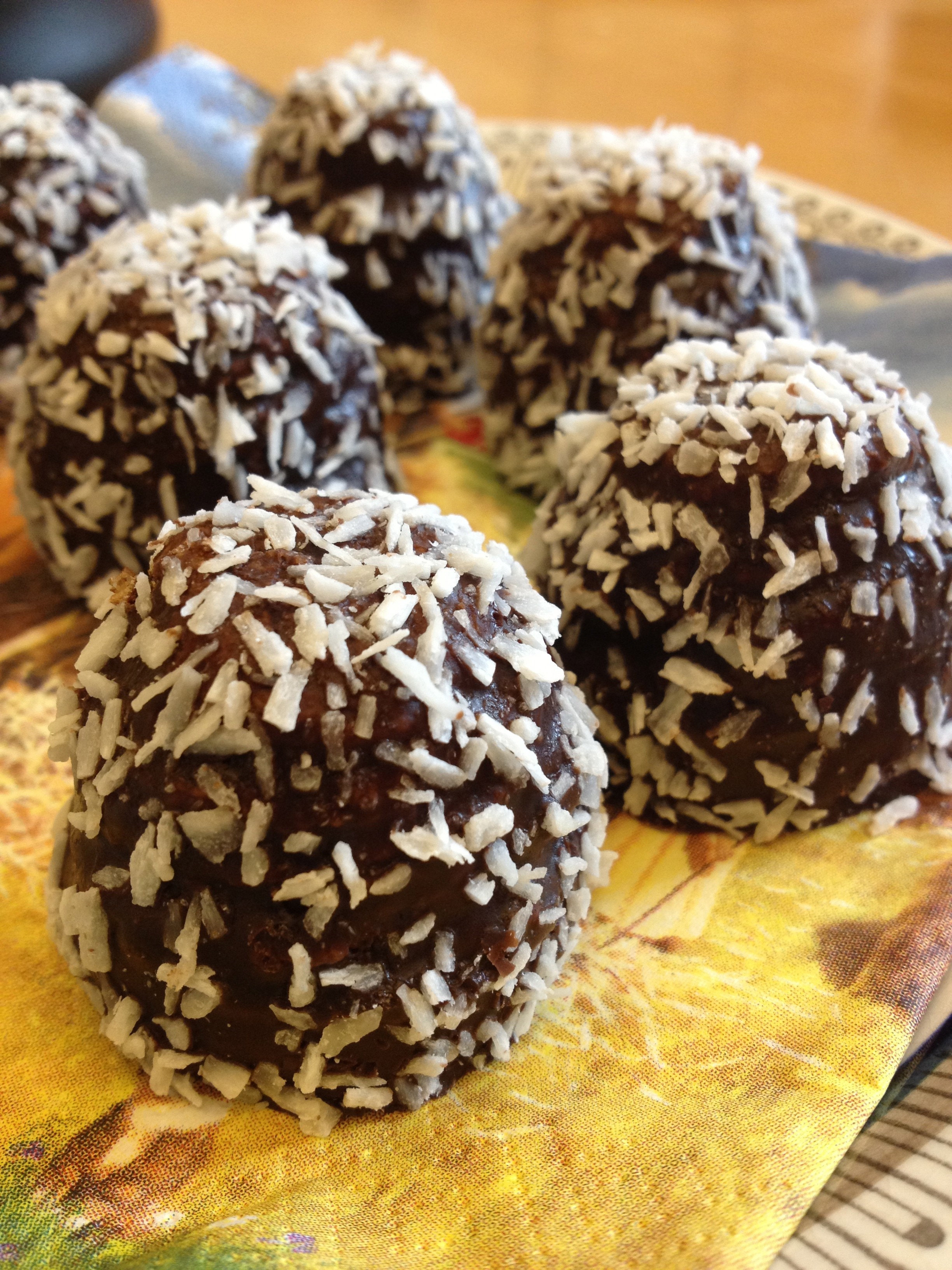
チョコレートボール

スウェーデンでは伝統的に「ニガーボール（ネーゲルボル, スウェーデン語: negerboll）」（ネグロイドのボールという意味）と呼ばれていた。しかし、この言葉は人種差別的な意味合いを含んでいることから避諱されるようになり、近年では代わりに「ショクラードボッラル（スウェーデン語: chokladbollar）」という言葉が最もよく使われている。細切れのココナッツを使って作られた場合には、この料理は「ココスボール（スウェーデン語: kokosboll）」（ココナッツボールという意味）とも呼ばれる。
この菓子の名称として「ニガーボール」が適切かどうかがメディアの間で議論されてきた。「ニグロ」は英語の「Negro」と同義であり、差別用語とみなされるようになったことが理由である。「チョコレートボール」は2006年のスウェーデンアカデミー辞典に初めて追加されたが、それ以前は「ニガーボール」のみ掲載されていた。2006年に出版された第13版では、「チョコレートボール」という表記が推奨されているが、両方の名前が掲載されている。2015年に出版された第14版では、「ニガーボール」という言葉は辞典に掲載されなくなった。
2003年半ばには、シェーボーにあるパン屋の店主が、店の看板に「ニガーボール」という言葉を使ったとして、スウェーデンの民族差別に反対するオンブズマンに通報される事件があった。しかし、差別されたとされた側は個人的な侮辱を受けたとは考えていなかったため、この事件は却下された。
なお、デンマーク語のnegerbolleはマシュマロチョコレートを表す言葉であり、同じ時代から使われているが似て非なる言葉である。

## 派生料理
派生料理はデンマークやスウェーデンの国々でも人気があり、イスラエルではオートミールの代わりにプチブールを砕いたものが使われ、それが「チョコレートボール（ヘブライ語: כדור שוקולד, 英語: Kadur Shokolad）」と呼ばれている。オーストリアでは、クリスマスの時期にチョコレートボールと同じ材料で、そこに少量のラム酒を加えたラムボールが広く知られる。